# Добжинево-Фабричне
Добжинево-Фабричне (пол. Dobrzyniewo Fabryczne) — село в Польщі, у гміні Добжинево-Дуже Білостоцького повіту Підляського воєводства.
Населення — 313 осіб (2011).
У 1975-1998 роках село належало до Білостоцького воєводства.

## Демографія
Демографічна структура станом на 31 березня 2011 року:
|          | Загалом | Допрацездатний вік | Працездатний вік | Постпрацездатний вік |
| -------- | ------- | ------------------ | ---------------- | -------------------- |
| Чоловіки | 161     | 39                 | 106              | 16                   |
| Жінки    | 152     | 34                 | 87               | 31                   |
| Разом    | 313     | 73                 | 193              | 47                   |